# キム・ユンドン
キム・ユンドン（朝: 김윤동、英: Kim Yoon-Dong、1995年2月19日 - ）は、韓国の歌手・ダンサーであり、男性音楽グループ「ORβIT」のメンバーである。活動名は「YOONDONG」（ユンドン）。ソロ名義は「YD」。2014年～2019年5月まではアイドルグループ「HALO」のメンバーとして活動していた。

## 略歴
2014年
- 6月26日 -  HALOのメンバーとしてデビュー[2]。

2019年
- 5月8日　-　韓国の事務所ハイスターエンターテインメントとの契約が終了[3]。
- 9月3日　-　キム・ヒチョン、チョン・ヨンフンと共にPRODUCE 101 JAPANの練習生として発表される[4]。
- 12月5日 - チョン・ヨンフンと共に「PRODUCE 101 JAPAN」の出演辞退を発表[5]。

2020年
- 2月3日 - ORβITへの参加が発表される[6]。
- 11月11日 - ORβITのメンバーとしてデビュー[7]。

2022年
- 6月 - ORβIT、HICO、BUGVELによる音楽ユニットDream Gateに参加。

2024年
- 2月19日 - 「YD」名義で自身の誕生日に初のソロ写真集「solitude」を発売[8]。
- 10月13日 - 「YD」名義で初のソロイベント「gαllery」を開催[9]。（全3部）

2025年
- 2月19日 - 「YD」名義で自身の誕生日にソロ曲「花びら」を配信リリース[10][11]。
- 8月1日 - 「YD」名義で2ndソロ写真集「trouvaille：旅」を発売予定[12]。

## エピソード
- 毎日絶対シャワーを浴びるのが習慣となっている。きっかけは幼い頃は面倒だったのが両親に「なんで浴びないの」って毎日言われたため[13]。
- ORβIT結成直後はメンバーの宮島優心、大澤駿弥、上原潤、安藤誠明と日本で共同生活をしており、大澤駿弥と共に料理を担当していた[14]。

## 作品

### デジタルシングル
| 公開日        | タイトル | 規格品番 | 形態             |
| ------------- | -------- | -------- | ---------------- |
| 2025年2月19日 | 花びら   | －       | デジタルシングル |

### 写真集
| 発売日        | タイトル | 出版社         | 規格品番  | 形態   |
| ------------- | -------- | -------------- | --------- | ------ |
| 2024年2月19日 | solitude | Dream Passport | PLPB-0001 | 写真集 |

### PRODUCE 101 JAPAN
- ツカメ 〜It's Coming〜（2019年9月3日）
- PRODUCE 101 JAPAN - 35 Boys 5 Concepts（2019年11月29日） - DOMINO